# 黃龍甘露碑
《黃龍甘露碑》,蜀汉碑刻。碑额题《黃龍甘露之碑》，建安二十四年（219年），黄龙出现于犍為武陽。之后犍為太守李嚴、郡丞宋遠、武陽縣令陰化等人建造黄龙庙，并且铸鼎立碑。现在中國成都黄龙溪古镇。
洪适《隸續》亦提及此碑，共有大小两碑。

## 大碑碑文
碑文已经缺失，仅存群臣列名，共四排。以下内容源自黄龙溪古镇现存的石碑，但此碑是否原碑无考。

### 碑右侧
惟建安二十四年，立君之瑞應，黄龍見武陽赤水甘露碑

### 群臣列名第一排
尚书臣？？、司徒臣许靖、安汉将军臣王平、太常臣赖恭、光禄勋臣黄柱、侍中臣廖立、侍中臣郭攸之、侍中臣費禕、侍中臣丁立、尚书臣杨仪、光禄大夫臣谯周、侍中臣馬良、尚书臣刘巴、丞相后掾臣蔣琬、五官中郎将臣五梁、太中大夫臣宗玮、中散大夫臣刘？、博士臣许慈、议郎臣？？、议郎臣？信、议郎臣孟光、议郎臣刘豹、镇西将军臣胡济、镇东将军臣刘琰、平西将军臣刘？、平北将军臣刘？、镇军将军臣陳祗

### 群臣列名第二排
益州前部司马臣費詩、益州左部司马臣？？、益州右部司马臣？？、益州后部司马臣？？、益州部？？从事臣？？、益州部？？从事臣？？、益州部蜀郡从事臣？？、益州部巴西从事臣？信、益州部梓潼从事臣？？、益州部牂柯从事臣向朗、益州部永昌从事臣？？、益州部？山从事臣？？、益州部？？从事臣？？、益州别驾从事臣赵祚、益州治中从事臣杨洪、祭酒从事臣何宗、议曹从事臣杜琼、劝学从事臣张爽、劝学从事臣尹默、治中从事臣潘濬、？？？？？？？、越嶲太守臣张嶷、营司马臣龐羲、随军司马臣王甫、军前都督粮料臣赵累

### 群臣列名第三排
军师将军臣诸葛亮、前将军臣关羽、后将军臣黄忠、扬武将军臣法正、右将军臣张飞、兴业将军臣？？、牙门将军臣魏延、翊军将军臣赵云、？？？？？？？、司金中郎将臣张裔、骠骑将军臣馬岱、秉忠将军臣孫乾、昭德将军臣簡雍、军议中郎将臣射援、掌军中郎将臣董和、左将军中郎将臣伊籍、大将军臣？？、左将军臣马超、？将军臣？？、副将军臣刘封、？将军臣吴班、？？？？？？、？将军臣向宠、？将军臣龐柔、？将军臣雷铜

### 群臣列名第四排
儒林校尉臣？？、？将军臣？？、？将军臣？？、裨将军臣？？、？将军臣？？、？将军臣廖化、？将军臣？？、？将军臣？？、？将军臣？？、？将军臣？？、校尉臣？？、典曹都尉臣？？、典曹都尉臣？？、典曹都尉臣？？

### 碑左侧
时太守南阳李严方正、丞宋远文奇、武阳令阴化

## 引用文献
1. ↑  《华阳国志·卷三》：二十四年，黃龍見武陽，赤水九日。
2. ↑  《三國志·先主傳》：間黃龍見武陽赤水，九日乃去。
3. ↑  《太平寰宇记·卷七十四》：黄龍廟在縣東二十八里，在長江村導江東岸。《華陽國志》云“建安二十四年，黄龍見武陽赤水”，仍立廟、石碑，今在。
4. ↑  虞荔《鼎錄》：又时龙见武阳之水，九日，因铸一鼎，像龙形沉水中。
5. ↑  《隸續·卷十六》：大碑之文十行，僅有數字可辨。羣臣列名居石之二。上下四横，每横二十餘人。可辨者侍中二人，司徒、尚書、五官中郎將、太中、中散大夫、博士各一人，議郎四人，安漢、鎮東等將軍二十餘人。官之下皆稱臣姓名。碑側題太守李嚴並丞令二人姓名。嚴後改名平。次碑之文十四行，惟首行有建安廿六年數字可辨。碑陰存者上兩横，每横三十人。可辨者侍中、議郎、從事史、中郎將數十人。兩碑俱有許慈、孟光題名，則立石非同時也。